# Agnese del Maino

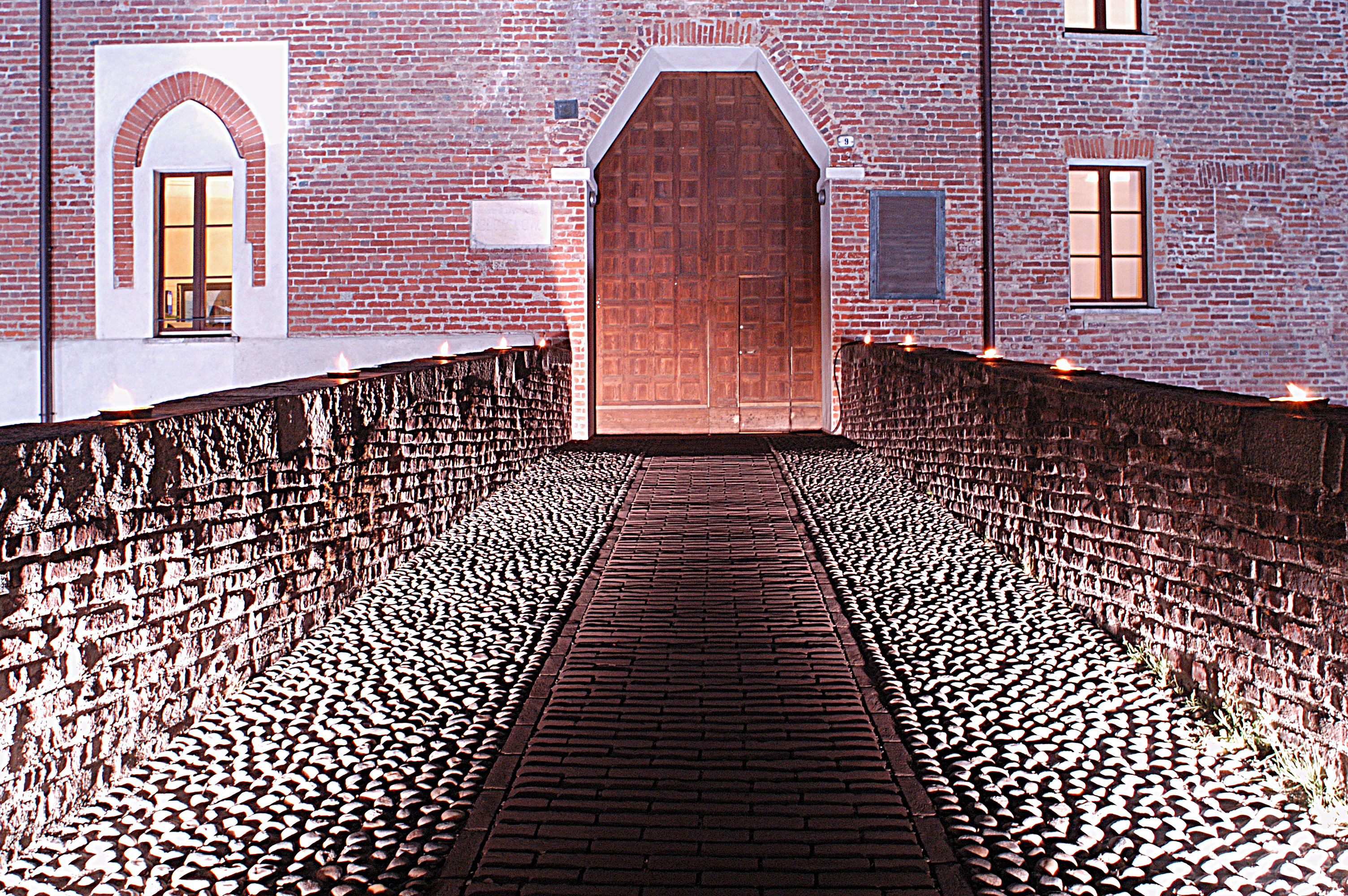
Kasteel in Abbiategrasso

Agnese del Maino (Milaan, begin 15e eeuw – Milaan, 13 december 1465) was de maîtresse van Filippo Maria Visconti, de laatste hertog van Milaan uit de dynastie Visconti. Agnese speelde een rol bij de hertogskroning (1450) van haar schoonzoon Francesco Sforza, die de meest luisterrijke dynastie stichtte die Milaan gekend heeft.

## Levensloop
Agnese was een dochter van Ambrogio del Maino, een Lombardische edelman aan het hof van de hertogen van Milaan. Agnese werd de maîtresse van hertog Filippo Maria Visconti, nadat deze zijn eerste vrouw, Beatrice di Lascaris, onthoofd had (1418). Dit huwelijk met Beatrice was kinderloos gebleven. Onder dreiging van geweld was Agnese zijn maîtresse geworden.
Agnese schonk de hertog twee dochters, Caterina Maria (circa 1424-1424) en Bianca Maria (1425-1468). In 1427 hertrouwde de hertog met prinses Maria van Savoye (1411-1469); ook dit huwelijk bleef kinderloos. Hertog Filippo Maria besprak het probleem van dynastieke opvolging met zijn suzerein, keizer Sigismund van Luxemburg. De hertog wou zijn natuurlijke dochter Caterina Maria in de erfopvolging. De keizer weigerde aanvankelijk dit te aanvaarden. Nadat de hertog 1.200 dukaten betaald had aan het Luxemburgse hof, kwam de keizerlijke goedkeuring er wel (1430). Agnese liet haar dochter Visconti, 6 jaar oud, onmiddellijk verloven met een condottiero van de hertog, de edelman Francesco Sforza (1431).
Ondanks deze verloving, leidden Agnese en haar dochter verder een teruggetrokken leven op het kasteel Visconteo in Abbiategrasso, een van de kastelen van de Visconti. In 1441 vond het huwelijk plaats tussen haar dochter Bianca Maria en haar verloofde Sforza.
Na de dood van Agnese’s man Filippo Maria (1447) werd de Ambrosiaanse republiek uitgeroepen. Agnese del Maino, haar dochter en schoonzoon werden vogelvrij verklaard. Agnese kwam thans op het politieke toneel van Milaan. Zij overtuigde edelen om de kant te kiezen van haar schoonzoon Francesco Sforza. Haar persoonlijke overtuigingskracht om de stad Pavia te kiezen voor hem, is bekend.
Aan de Ambrosiaanse republiek kwam een einde in 1450. Francesco Sforza greep de macht als hertog van Milaan en stichtte de belangrijkste dynastie van het hertogdom Milaan: de Sforza’s. Bianca Maria werd hertogin-gemalin van Milaan. Zo speelde Agnese een politieke rol in de overgang van de dynastie Visconti naar de dynastie Sforza, namelijk via haar dochter en schoonzoon. Agnese bleef verder op de voorgrond want ze leidde de opvoeding van haar kleinkinderen. Zij voedde hen op in de paleizen Arengo, in Pavia en in Abbiategrasso.
Zij stierf in 1465 en werd begraven in de San Orsalakerk in Milaan.